# Широкое (Столпнянский сельсовет)
Широкое (бел. Шырокае) — посёлок в Столпнянском сельсовете Рогачёвского района Гомельской области Беларуси.

## География

### Расположение
В 40 км на юго-восток от Рогачёва, 18 км от железнодорожной станции Салтановка (на линии Жлобин — Гомель), 101 км от Гомеля.

## Транспортная сеть
Транспортные связи по просёлочной, затем автомобильной дороге Столпня — Гадиловичи. Строения деревянные, усадебного типа.

## История
По письменным источникам известен с XIX века как селение в Меркуловичской волости Рогачёвского уезда Могилёвской губернии. С 1880 года действовал хлебозапасный магазин. В 1931 году жители вступили в колхоз. Во время Великой Отечественной войны 12 жителей погибли на фронте. Согласно переписи 1959 года в составе колхоза «Светлый путь» (центр — деревня Столпня).

## Население

### Численность
- 2004 год — 1 хозяйство, 1 житель.

### Динамика
- 1959 год — 76 жителей (согласно переписи).
- 2004 год — 1 хозяйство, 1 житель.